# المعود (مأرب)
المعود هي إحدى قرى الجمهورية اليمنية. تتبع جغرافيا لمحافظة مأرب وإداريًا لمديرية جبل مراد. يبلغ تعداد سكانها 1507 نسمة حسب الإحصاء الذي أجري عام 2004.